# Lianne de Vries
Elisabeth Anne „Lianne“ de Vries (* 28. Juni 1990 in Amstelveen) ist eine niederländische Fußballspielerin. Seit der Saison 2009/10 spielt sie in der Eredivisie für den FC Utrecht.

## Vereinskarriere
De Vries spielte zwölf Jahre lang, zuletzt in der A1-Jugend, gemeinsam mit ihrem Zwillingsbruder in Jungenmannschaften von Amstelveen Heemraad in ihrer Heimatstadt. Im Sommer 2009 wechselte sie zum FC Utrecht in die Eredivisie. Hier hatte sie mehrmals mit Verletzungen zu kämpfen, so dass sie zu Ende der Saison 2010/11, in der Utrecht Fünfter wurde, nicht mehr zur Stammformation gehörte.

## Nationalmannschaft
Im Frühjahr 2008 nahm de Vries mit der U-19-Nationalmannschaft an einem Turnier teil, nach dem sie erstmals in den Kader der A-Nationalmannschaft für zwei Freundschaftsspiele gegen China berufen wurde. Sie debütierte 17-jährig am 4. Mai 2008 beim 2:2-Unentschieden in Emmen. Bis September 2009 kam die defensive Mittelfeldakteurin auf acht Länderspiele, in denen sie ein Tor erzielte. Sie gehörte zum Kader des Oranje-Teams, das bei der Europameisterschaft 2009 das Halbfinale erreichte, kam jedoch in Finnland nicht zum Einsatz.